# Solfåglar
Solfåglar (Nectariniidae) är en artrik familj i ordningen tättingar (Passeriformes) som förekommer i Afrika söder om Sahara, Asien och Australasien. Arterna i familjen har i stora drag anpassat sig till att leva av blommors nektar, likt de ej alls besläktade kolibrierna.

## Utbredning
Ungefär hälften av alla arter i familjen förekommer i Afrika söder om Sahara. Andra arter har sitt levnadsområde i regioner mellan södra Asien och Australien. Merparten är stannfåglar eller kortdistansflyttare.

## Kännetecken
Solfåglarna fyller samma ekologiska nisch som kolibrierna i Amerika. De har till skillnad från dessa mindre bra förmåga att ändra riktning när de flyger och kan inte heller sväva lika länge på samma ställe. Familjen varierar i vikt från svartbukig solfågel (Cinnyris nectarinioides) som väger fem gram, till glasögonspindeljägare (Arachnothera flavigaster) som väger ungefär 30 gram. Solfåglar har kraftiga ben och liksom honungsfåglar (Meliphagidae) en lång och nedböjd näbb. Med sin långa tunga suger de nektar från blommor eller fångar insekter. Precis som hos kolibrierna uppvisar merparten av arterna en kraftig könsdimorfism där hanarnas fjäderdräkt ofta är brokiga med metallglans medan honorna har, med vissa undantag, mindre iögonfallande färger.
Spindeljägarna i släktet Arachnothera skiljer sig distinkt på flera sätt ifrån de andra släktena. Bland annat har de matta bruna fjäderdräkter.

## Föda
Födan består till största del av nektar. Dessutom äter solfåglar insekter och spindeldjur.

## Häckning
Dessa fåglar lägger vanligen två ägg. Honan bygger boet, som fästs vid kvistar eller stora blad och liknar en sluten påse. Bara på sidan finns en smal ingång. Som skydd mot fiender byggs bon ofta nära getingbon. Honan ruvar ensam men båda föräldrar tar hand om ungarna efter att de är kläckta.
Spindeljägarna bygger istället ett skålformigt bo och båda föräldrarna ruvar äggen.

## Systematik
Solfåglarna är systerfamilj till den asiatiska familjen blomsterpickare (Dicaeidae) som tillsammans tillhör en basal gren av överfamiljen Passeroidea, där även sparvar, finkar och ärlor ingår. Inom familjen tyder genetiska studier på att nuvarande taxonomi inte helt korrekt återspeglar solfåglarnas inbördes släktskap, men dessa resultat har ännu inte lett till några taxonomiska förändringar. Följande släkten listas i familjen, här nedan i ordning efter AviLst:
- Kurochkinegramma – violettnackad spindeljägare
- Arachnothera – 13 arter spindeljägare
- Chalcoparia – [[rubinkindad solfågel]
- Anthreptes – 15 arter
- Leptocoma – 6 arter
- Aethopyga – 21 arter
- Hedydipna – 4 arter
- Anabathmis – 3 arter
- Anthobaphes – orangebröstad solfågel
- Cyanomitra – 7 arter
- Deleornis – 2 arter
- Dreptes – jättesolfågel
- Nectarinia – 6 arter
- Drepanorhynchus – guldvingad solfågel
- Chalcomitra – 7 arter
- Cinnyris – 62 arter

## Bildgalleri

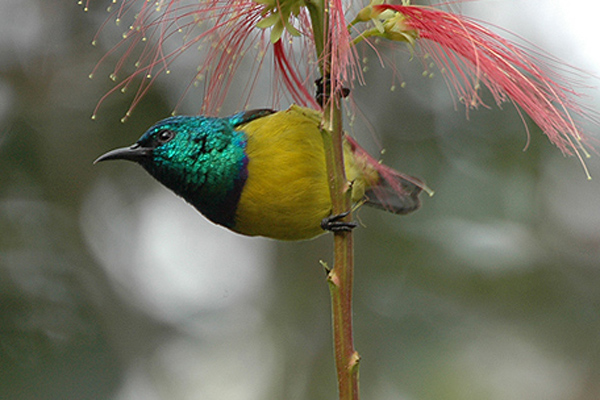
Halsbandssolfågel (Hedydipna collaris)
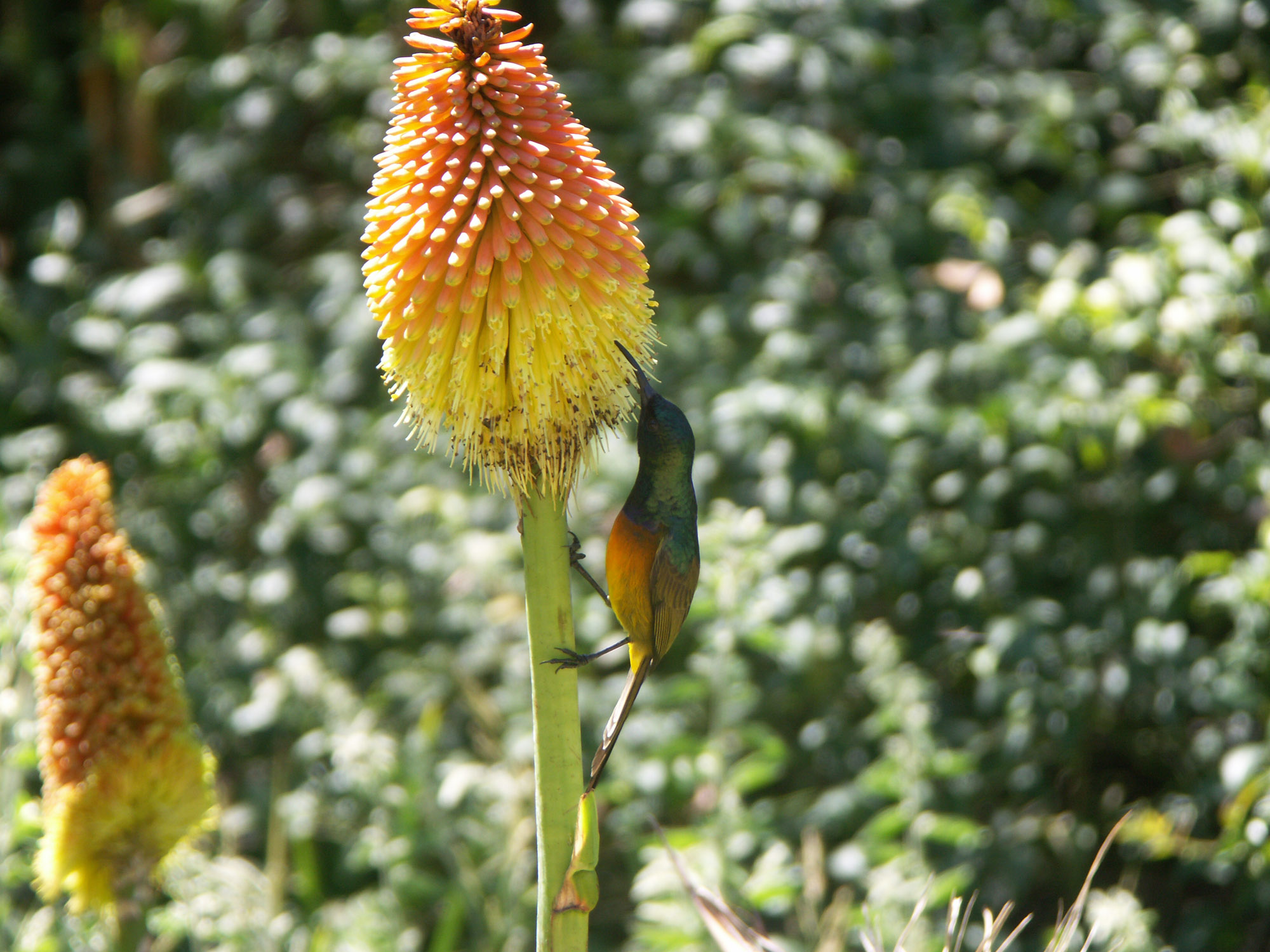
En orangebröstad solfågel som födosöker på en Kniphofia uvaria i Sydafrika.
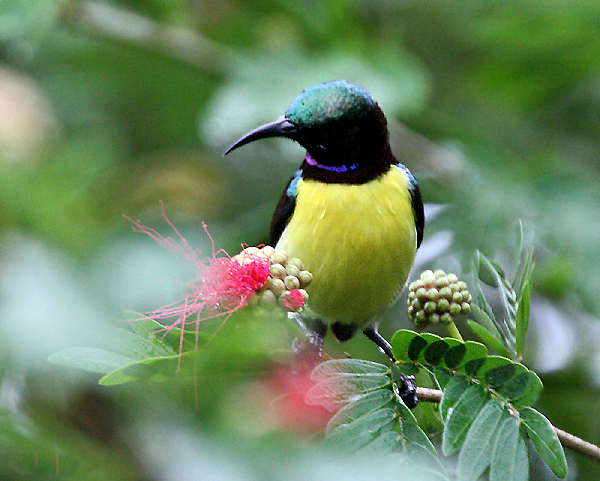
Violettgumpad solfågel (Leptocoma zeylonica) i Kolkata, Västbengalen i Indien.
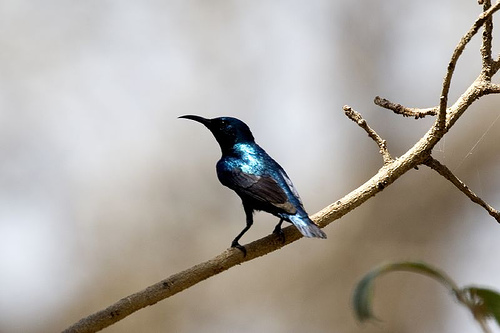
Purpursolfågel (Cinnyris asiatica) i Gujarat.
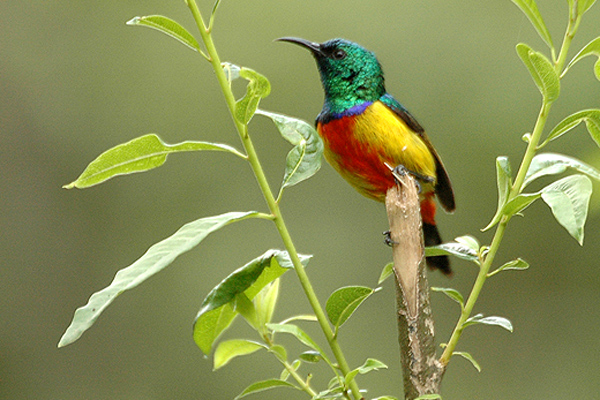
Kungssolfågel (Cinnyris regia)
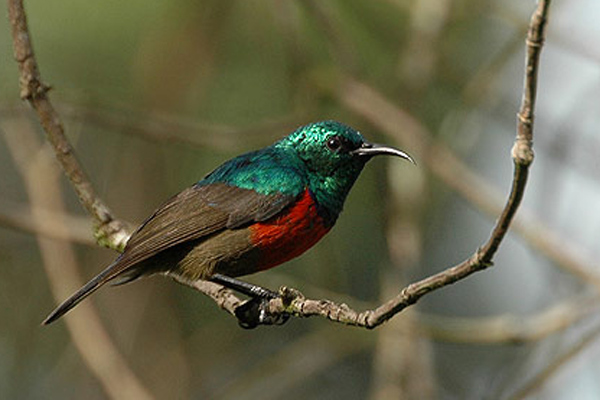
Bergsolfågel (Cinnyris reichenowi)
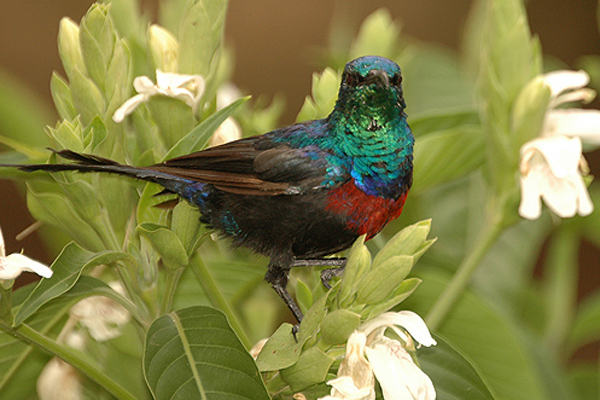
Rödbröstad solfågel (Cinnyris erythroceria)